# Siestra (rzeka w obwodzie leningradzkim)
Siestra (ros. Сестра, fiń. Rajajoki) – rzeka w zachodniej Rosji, na terenie obwodu leningradzkiego i Petersburga.
Źródło rzeki znajduje się w środkowej części Przesmyku Karelskiego. Rzeka płynie na południowy zachód, w kierunku Zatoki Fińskiej, do której w przeszłości uchodziła. Na początku XVIII wieku w końcowym biegu rzeki, koło miejscowości Siestrorieck, wzniesiono zaporę, tworząc sztuczny zbiornik Siestrorieckij Razliw, na którym znajduje się obecne ujście rzeki. Ten połączony jest z Zatoką Fińską kanałem (4,8 km długości).
Długość rzeki wynosi 74 km, a powierzchnia jej dorzecza – 393 km².
W latach 1918–1940 wzdłuż rzeki biegła granica fińsko-radziecka.